# Rodolfo Martinovic
Rodolfo Juan Martinovic (Buenos Aires, noviembre de 1926 - íd., 6 de septiembre de 1998) fue un médico y político argentino, que ejerció como gobernador de la provincia de Santa Cruz entre 1963 y 1966.

## Biografía
Nació en la ciudad de Buenos Aires, hijo de un comerciante croata radicado en Puerto Deseado. Se recibió de médico en la Universidad de Buenos Aires, donde comenzó su militancia política en la Unión Cívica Radical. Obtenido el título, ejerció como médico en buques de la empresa estatal petrolera YPF, recorriendo varios países de América y Europa. En 1956 se casó con Judith Saporitti, hija de uno de los dueños de la agencia de noticias Saporitti, y se radicó en Caleta Olivia, provincia de Santa Cruz; allí fundó, en sociedad con otros dos médicos, la Clínica Santa Cruz.
Fue candidato a vicegobernador en las elecciones de 1958, acompañando a Ramón Granero; fueron derrotados por la fórmula de la Unión Cívica Radical Intransigente, liderada por Mario Paradelo. Líder del ala del radicalismo que había respondido a Amadeo Sabattini, fue elegido gobernador por la Unión Cívica Radical del Pueblo para el período 1963-1967, en unas elecciones en que los votos en blanco —presumiblemente peronistas— superaron a la fórmula ganadora, asumiendo su cargo en octubre de 1963 junto al vicegobernador Cristóbal Varela. Apoyo el juicio político a  su correligionario Mario Castulo Paradelo quién se había rehusado a hacer abandono de su cargo pese a todas las presiones, y entonces la Legislatura había logrado que el Juez, acusando al Gobernador de usurpación de títulos y honores, determinara su encarcelamiento en la comisaría donde habría de quedar detenido durante 53 días.
Su gobierno estuvo marcado por una fuerte crisis presupuestaria que llevó a la paralización de proyectos de obra pública y la venta de activos estatales. Llegado 1964 se desató la tensión entre dos sectores locales de la UCR que comenzó con las denuncias del sector balbinista de compra de votos por parte de Martinovic, que terminó con el asesinato del concejal Hugo Hurgtner, denunciante de Martinovic. Esto provocó la ruptura definitiva de ambas facciones del radicalismo provincial. Paralelamente llevó a cabo una fuerte persecución del partido socialista y el comunista, junto al encarcelamiento de la mayoría de dirigentes sindicales y peronistas lo que tensó aún más el clima político provincial.
Durante su mandato se produjo un decrecimiento de la cantidad de ganado ovino en un 29 por ciento, sumado a la paralización de la industria pesquera en el Mar argentino por falta de fondos, lo que repercutió negativamente en las finanzas provinciales.
Exigió al Congreso nacional una mayor participación de las provincias productoras de petróleo en los ingresos de YPF; formó un Ente Patagónico como asociación de gobiernos provinciales, orientado a reactivar e intensificar las exploraciones y explotaciones de petróleo y gas. Inauguró la planta transmisora de LU 14, Radio Provincia de Santa Cruz.
Su gobierno resultó jaqueado constantemente por los enfrentamientos dentro de la propia Unión Cívica Radical del Pueblo; apoyados desde el Comité Nacional por Ricardo Balbín, parte de los diputados provinciales terminaron por iniciar juicio político contra el gobernador en septiembre de 1964. Las causas formales por las que fue acusado fueron el altercado con el cónsul de Chile por la exigencia de ciudadanía argentina a los empleados provinciales, un supuesto intento de dividir la CGT, irregularidades en el ejercicio de la función pública, designación de funcionarios con antecedentes penales, represalias contra los empleados públicos nombrados por el gobierno de Paradelo, y la función de la Secretaría de Relaciones Públicas como policía secreta. Pese a que los plazos para el juicio político se cumplieron sin llegarse a ninguna conclusión, en 1964 la legislatura depuso al gobernador Martinovic, jurando en su lugar el vicegobernador Varela, pero Martinovic decretó la disolución de ese gobierno. Ante la situación, el gobierno nacional dispuso la intervención federal de la provincia, aunque no declaró cesante a ninguno de los dos gobernadores rivales; con la situación aún sin resolver se produjo el golpe de Estado de junio de 1966.
Tras su derrocamiento regresó a Caleta Olivia, donde volvió a su profesión de médico. En 1975 falleció su 
único hijo en un accidente automovilístico, sumiendo a sus padres en la depresión; su esposa murió en 1979. En 1983 se mudó a Buenos Aires, donde ejerció como asesor de asuntos patagónicos del presidente Raúl Alfonsín, y formó un nuevo hogar junto a Susana Beatriz García y sus hijos.
El 6 de septiembre de 1998 se suicidó en la terraza de su domicilio en Buenos Aires; sus restos fueron trasladados a Caleta Olivia.